# Bordeus-Saintes
La Bordeus-Saintes és una cursa ciclista que es disputa anualment per les carreteres franceses entre Bordeus, a la Gironda, i Saintes, al departament del Charente Marítim.
La cursa es va començar a disputar el 1909, i a partir de 1969 està reservada a ciclistes amateurs.

## Llistat de guanyadors
| Any     | Vencedor                | Segon                    | Tercer                    |
| ------- | ----------------------- | ------------------------ | ------------------------- |
| 1909    | Ernest Milleroux        | Paul Hostein             | Régis de Lavlette         |
| 1910-32 | no disputat             | no disputat              | no disputat               |
| 1933    | André Gaillot           | Emile Sainte-Marie       | Jean-Baptiste Intcegaray  |
| 1934    | Ernest Terreau          | Jean-Baptiste Intcegaray | Georges Lachat            |
| 1935    | Robert Béliard          | Emile Clergeau           | Gabriel Hargues           |
| 1936    | Albert Van Schendel     | Robert Gygi              | Robert Béliard            |
| 1937    | Sylvain Marcaillou      | Roger Pieteraerents      | Raymond Goubault          |
| 1938    | André Gaboriaud         | Raymond Goubault         | Fernand Beaudut           |
| 1939    | Fernand Beaudut         | Jean Taris               | Edouard Bouyer            |
| 1940-45 | no disputat             | no disputat              | no disputat               |
| 1946    | Antoine Latorre         | Joseph Royo              | André Bramard             |
| 1947    | Robert Rippe            | Roger Durand             | René Paillier             |
| 1948    | Albert Dolhats          | Gérard Villar            | Raymond Cosse             |
| 1949    | Jacques Bebenhut        | Albert Joulin            | Félix Adriano             |
| 1950    | Jean Begue              | André Labeylie           | Guerrino Cassol           |
| 1951    | André Darrigade         | Henry Aubry              | Pierre Gaudot             |
| 1952    | Pierre Gaudot           | Gabriel Gaudin           | Settimo Perin             |
| 1953    | Settimo Perin           | Luis Goya                | Félix Bermúdez            |
| 1954    | Maurice Nauleau         | Luciano Montero          | Georges Gay               |
| 1955    | Jean Dacquay            | Jacques Lemaitre         | Georges Gay               |
| 1956    | Gérard Gaillot          | André Lesca              | Luis Goya                 |
| 1957    | André Lesca             | Jacques Blanco           | Maurice Pele              |
| 1958    | Maurice Pèle            | Alain Lesca              | Guy Planas                |
| 1959    | Robert Verdeun          | Daniel Walryck           | Albert Dolhats            |
| 1960    | Raymond Poulidor        | Pierre Beuffeuil         | Robert Verdeun            |
| 1961    | Fernand Delord          | René Fournier            | Raymond Batan             |
| 1962    | Manuel Manzano          | Camille Le Menn          | Fernand Delort            |
| 1963    | Fernand Delort          | Michel Gonzales          | René Fournier             |
| 1964    | Pierre Le Mellec        | José María Errandonea    | Jean Arze                 |
| 1965    | Joseph Groussard        | Gérard Capdebosq         | Michel Brux               |
| 1966    | Domingo Perurena        | Raymond Delisle          | Maurice Laforest          |
| 1967    | Raymond Riotte          | Francis Campaner         | André Zimmermann          |
| 1968    | Gregorio San Miguel     | Jean-Marie Leblanc       | Michel Périn              |
| 1969    | Renato Rossetto         | Yvan Francaux            | Jean-Louis Jageneau       |
| 1970    | Guy Patour              | Andrew Raven             | Marcel Gaffajoli          |
| 1971    | Claude Magni            | Alain Bernard            | Claude Chabanel           |
| 1972    | Christian Ardouin       | José Philippe            | Jean Gillet               |
| 1973    | Jacques Bossis          | Alain Cigana             | Jean-François Mainguenaud |
| 1974    | Didier Dupuis           | Didier Godet             | Jacky Troyard             |
| 1975    | Didier Bazzo            | Alain de Carvalho        | David Wells               |
| 1976    | Alain Mercadie          | Jackie Hurou             | Gérard Simonnot           |
| 1977    | Didier Lubiato          | Jean-Marie Nibeaudeau    | Gérard Cigano             |
| 1978    | Michel Fedrigo          | Jean-Marie Corre         | Jean-Jacques Szkolnyk     |
| 1979    | Marc Gomez              | Francis Castaing         | Michel Fedrigo            |
| 1980    | Francis Castaing        | Bernard Huot             | Michel Dufour             |
| 1981    | Marc Gomez              | Yves Beau                | Bernard Pineau            |
| 1982    | Serge Polloni           | Francis Perin            | Bruno Roussel             |
| 1983    | Marino Verardo          | Serge Polloni            | Dany Deslongchamp         |
| 1984    | Jean-Luc Gilbert        | Daniel Feudon            | René Bajan                |
| 1985    | Michel Dufour           | Charles Turlet           | Dominique Lardin          |
| 1986    | Jean-Pierre Cocquerelle | Jean-Louis Auditeau      | Sylvain Le Goff           |
| 1987    | Patrick Jeremie         | Thierry Gault            | Claude Aigueparses        |
| 1988    | Michel Larpe            | André Becaas             | Gilles Guegan             |
| 1989    | Gérard Simonnot         | Christian Jany           | Thomas Davy               |
| 1990    | Thierry Dupuy           | Christophe Capelle       | Laurent Desbiens          |
| 1991    | Sylvain Bolay           | Thierry Bricaud          | Zbigniew Ludwiniak        |
| 1992    | Marek Swiniaski         | Xavier Vadrot            | Thierry Ferrer            |
| 1993    | Pascal Deramé           | Jean-François Anti       | Christophe Allin          |
| 1994    | Laurent Drouin          | Christophe Faudot        | Christian Guiberteau      |
| 1995    | Christophe Agnolutto    | Jean-Philippe Rouxel     | Jean-Philippe Duracka     |
| 1996    | Éric Drubay             | Jean-Philippe Duracka    | Christophe Faudot         |
| 1997    | Olivier Perraudeau      | Pierre Painaud           | Christopher Jenner        |
| 1998    | Dominique Péré          | Jean-Philippe Duracka    | Vincent Marchais          |
| 1999    | Frédéric Mainguenaud    | Éric Drubay              | Bruno Thibout             |
| 2000    | Eric Duteil             | Frédéric Delalande       | Jérôme Desjardins         |
| 2001    | Bertrand Guerry         | Christian Magimel        | Christophe Laurent        |
| 2002    | Erki Pütsep             | Carlo Meneghetti         | Shinishi Fukushima        |
| 2003    | Alexandre Naulleau      | Christophe Diguet        | Sylvain Lavergne          |
| 2004    | Anthony Ravard          | Ludovic Auger            | Stéphane Barthe           |
| 2005    | John Nilsson            | Denis Robin              | Jérôme Bonnace            |
| 2006    | Cédric Barre            | Mickael Larpe            | Tarmo Raudsepp            |
| 2007    | Evgueni Sokolov         | Damien Gaudin            | Yoann Offredo             |
| 2008    | Gatis Smukulis          | David Tanner             | Yannick Marie             |
| 2009    | Yoann Bagot             | Jean-Lou Paiani          | Jérémie Dérangère         |
| 2010    | Adrien Petit            | Rudy Lesschaeve          | Etienne Pieret            |
| 2011    | Matvey Zubov            | Sylvain Déchereux        | Sylvain Blanquefort       |
| 2012    | Rudy Kowalski           | Alo Jakin                | Johann Rigoulay           |
| 2013    | Yann Guyot              | Benoît Sinner            | Rudy Barbier              |
| 2014    | Alexis Bodiot           | Ronan Racault            | Camille Thominet          |
| 2015    | Bryan Alaphilippe       | Jordan Levasseur         | Yoän Vérardo              |
| 2016    | Alexandre Paccalet      | Yoän Vérardo             | Simon Sellier             |
| 2017    | Žydrūnas Savickas       | Aurélien Daniel          | Fabio Do Rego             |